# Utricularia pobeguinii
Utricularia pobeguinii este o specie de plante carnivore din genul Utricularia, familia Lentibulariaceae, ordinul Lamiales, descrisă de Pellegrin. Conform Catalogue of Life specia Utricularia pobeguinii nu are subspecii cunoscute.